# بونطوس الثقافي
بونطوس الثقافي هو كتاب صدر عام 1996 للمؤلف التركي عمر أسان [الإنجليزية] عن المسلمين اليونانيين البونطيين في مقاطعة طرابزون.
توثق مؤسسة بونطوس الثقافية العمل الميداني الإثنوغرافي الذي قام به أسان في قريته الأصلية تشوروك (Τσορούκ، الاسم الرسمي "إرينكوي") في منطقة أوف. ويحتوي على مجموعة غنية من التقاليد الشفوية والأساطير المحلية (مثل أنكوماه)، وتوثيق عناصر الثقافة المادية في تشوروك ومحيطها. الكتاب هو أيضًا دراسة للغة البنطية في لهجتها الأوفية. كما يؤكد المؤلف في مقدمته، "لا يتناول الكتاب ثقافة بونطوس، بل يقترب منها". وفي مجمله، يُعدّ الكتاب نصًا جدليًا ضد التيارات القومية السائدة في الفولكلور والتاريخ، السائدة في تركيا.
في كانون الثاني 2002، وبعد برنامج تم بثه على قناة آي تي في التركية، أصبح الكتاب محور الجدل. وتعرض أسان، الذي اتهمته الدوائر القومية بالخيانة، للتهديد من أنصار حزب الحركة القومية. حُظر الكتاب في نفس الشهر بسبب حكم أصدرته محكمة أمن الدولة في إسطنبول. وجهت إلى أسان تهمة انتهاك قانون مكافحة الإرهاب من خلال "ترويج الانفصالية". وفي نهاية المطاف تمت تبرئة المؤلف والكتاب والناشر في عام 2003.

## فهرس
- عمر أسان، ثقافة بونتوس "ثقافة بونتوس"، Belge Yayınları لراجيب زاراكولو ، 1996. الطبعة الثانية، 2000 ((ردمك 975-344-220-3) ).
- --، Ο Ποлιτισμóς του Πóντου ، كيرياكيديس للنشر ، ثيسالونيكي ، 1997. (ترجمة ما سبق)

## روابط خارجية
- عمر أسان، كاتب أمام المحاكم الدولية، إشعار القلم بشأن محاكمة أسان
- المسلمون البنطيون في مرمى تركيا مقال عن الكتاب والجدل وآثاره بقلم نيكوس دوكاس